# Das Spiel (Lied)
Das Spiel ist ein Lied der deutschen Chanson- und Popsängerin Annett Louisan aus dem Jahr 2004.

## Entstehung und Veröffentlichung
Das Lied wurde gemeinsam von Matthias Haß und Frank Ramond geschrieben beziehungsweise komponiert. Ramond zeichnete darüber hinaus für die Produktion verantwortlich.
Die Erstveröffentlichung von Das Spiel erfolgte als Teil von Annett Louisans Debütalbum Bohème am 25. Oktober 2004 durch 105 Music. Eine Woche später erschien es als erste Singleauskopplung aus dem Album. Diese erschien als Maxi-Single auf CD mit einem Remix und dem Titel Die Formel als B-Seiten. 2022 nahm Louisan eine englischsprachige Version mit dem Titel The Game auf. Dieser erschien als digitaler Einzeltrack am 28. Oktober 2022 sowie als Teil der englischsprachigen Version des Albums Bohème am 25. November 2022.

## Inhalt
Der Liedtext von Das Spiel besteht aus drei Strophen, die jeweils drei Quartette und ein Terzett enthalten, letzteres fungiert als zum Refrain überleitende Bridge (und stellt die einzige Abweichung der ansonsten konstant durch alle Liedteile gespielten Akkordfolge dar). Auf der Erzählebene spricht das lyrische Ich sein Gegenüber in Du-Form an und teilt diesem mit, dass es keine feste Beziehung wolle, sondern „nur spielen“ will. Über die drei Strophen hinweg wird die Situation nacherzählt, die mit einem One-Night-Stand begann („Dass du alles schmeißt, wegen einer Nacht“) und dazu führte, dass das Gegenüber nun gänzlich andere Erwartungen hat als die Ich-Erzählerin. Das lyrische Ich bedauert die Intensität der Gefühle und die Verletztheit des Gegenübers („Dass es dich so trifft, hab ich nicht gewusst“), möchte jedoch keine exklusive monogame Beziehung mit dem Gegenüber, sondern zieht unverbindlichere Zwischenzustände vor („Du willst mich für dich und du willst mich ganz, doch auf dem Niveau macht's mir keinen Spaß. Das füllt mich nicht aus, ich fühl mich zu Haus nur zwischen den Stühlen“). In der finalen Strophe wird beschrieben, wie das Gegenüber sich in einen Zustand des Begehrens hineinsteigert und diesen auf banale Anlässe projiziert („Ich steh nur so rum, tu so dies und das, fahr mir durch das Haar und schon willst du was“). Dies hat eine Absage des lyrischen aus Rücksichtnahme auf die unterschiedlichen Wünsche und Beziehungs-Konzeptionen zur Folge hat („Lass mal lieber sein, hab zu viel Respekt vor deinen Gefühlen“). Damit endet der Text, gefolgt vom wiederholten Refrain, der dadurch gewissermaßen zur erneuten und rückwirkenden Erklärung der Intention des lyrischen Ich wird, ein freieres und nicht-bindendes Erlebnis zu suchen („Ich will doch nur spielen“) damit jedoch keine verletzende Absicht zu haben („Ich tu doch nichts“).

## Musikvideo
Das dazugehörige Musikvideo entstand unter der Regie von Katja Kuhl.

## Rezeption

### Chartplatzierungen
| ChartsChartplatzierungen | Höchstplatzierung | Wochen |
| ------------------------ | ----------------- | ------ |
| Deutschland (GfK)        | 5 (19 Wo.)        | 19     |
| Österreich (Ö3)          | 12 (25 Wo.)       | 25     |
| Schweiz (IFPI)           | 66 (9 Wo.)        | 9      |

| ChartsJahrescharts (2005) | Platzierung |
| ------------------------- | ----------- |
| Deutschland (GfK)         | 66          |

### Auszeichnungen für Musikverkäufe
| Land/Region        | Auszeichnungen für Musikverkäufe (Land/Region, Auszeichnung, Verkäufe) | Verkäufe |
| ------------------ | ---------------------------------------------------------------------- | -------- |
| Deutschland (BVMI) | Gold                                                                   | 150.000  |
| Insgesamt          | 1× Gold ·                                                              | 150.000  |

## Coverversionen (Auswahl)
- 2016: The BossHoss (Album: Sing meinen Song – Das Tauschkonzert, Vol. 3)[3]
- 2016: Sabine Bohlmann, Norbert Gastell & Sandra Schwittau – Lisa’s Spiel (Album: The Voices of Springfield)[3]